# Charlotte Wingfield
Pour les articles homonymes, voir Wingfield.
Charlotte Wingfield (née le 30 novembre 1994) est une sprinteuse maltaise. Elle a participé aux Championnats du monde d'athlétisme 2015 et Championnats du monde d'athlétisme en salle 2016. En 2015, elle décide de ne plus représenter la Grande-Bretagne mais Malte, le pays d'origine de son père. Elle participe aux Jeux olympiques d'été de 2016 à Rio de Janeiro, où elle atteint les quarts de finale du 100 mètres. Elle est porte-drapeau de la délégation maltaise lors de la cérémonie de clôture.

## Records personnels
En plein air
- 100 mètres – 11.69 (-0,3 m/s, de Bakou 2015) NR
- 200 mètres – 24.26 (+1,1 m/s, Malte, 2016)

En intérieur
- 60 mètres – 7.55 (Cardiff 2016) NR
- 200 mètres – 24.73 (Sheffield 2015) NR